# Mexico Rocks
Mexico Rocks är klippor i Belize.   De ligger i distriktet Belize, i den nordöstra delen av landet, 120 km nordost om huvudstaden Belmopan.
Terrängen runt Mexico Rocks är mycket platt. Havet är nära Mexico Rocks åt sydost. Trakten är glest befolkad. Närmaste större samhälle är San Pedro, 10,3 km sydväst om Mexico Rocks. 